# Andrzej Płonczyński
Andrzej Płonczyński (* 3. April 1936; † 27. Oktober 2021) war ein polnischer Pianist, Komponist und Arrangeur.
Płonczyński studierte an der Musikakademie Warschau Klavier bei Paweł Lewiecki und begann zunächst eine Laufbahn als Klaviervirtuose. Bekannt wurde er jedoch als Klavierbegleiter von Künstlern wie Bernard Ładysz, Irena Santor, Jerzy Połomski, Wiesław Michnikowski, Halina Kunicka und Mieczysław Fogg. Als Repertoireberater und Begleiter trug er wesentlich zu den Erfolgen Anna Germans in der Sowjetunion und bei ihren Konzerten im Pariser Olympiastadion bei.
Über viele Jahre wirkte er an der Rundfunkreihe Podwieczorek przy mikrofonie mit; außerdem arbeitete er u. a. mit der Nationalphilharmonie Warschau, dem Künstlerensemble der polnischen Armee, dem polnischen Rundfunk und Fernsehen zusammen. Seine mit Bernard Ładysz aufgenommene Schallplatte A TO POLSKA WŁAŚNIE erreichte in Polen einen Verkaufsrekord und den vierfachen Platinstatus.